# تاخيون
تعد تاخيون (بالروسية: Тахион)‏ طائرة إستطلاع بدون طيار (UAV) صغيرة الحجم تستخدمها القوات الروسية من سنة 2012، من تطوير شركة إزماش الروسية، تم تصميمها للقيام بعمليات الاستطلاع اليلي والنهاري، بمعدل قريب من الوقت الحقيقي. وتستطيع طائرة "تاخيون" التحليق لمسافة 40 كيلومترا، ومواجهة رياح تهب بسرعة 15 مترا في الثانية.